# Eugène Darmois
Eugène Darmois (* 10. April 1884 in Éply; † 4. November 1958 in Paris) war ein französischer Physiker und Physikochemiker.
Darmois, der Bruder des Mathematikers Georges Darmois, ging in Toul und Nancy aufs Gymnasium und studierte nach einjährigem Wehrdienst Physik an der Sorbonne bei Edmond Bouty und Gabriel Lippmann und an der École normale supérieure bei Aimé Cotton und Henri Abraham. Er gewann den Wettbewerb der Agrégation 1907 und war danach Präparator im Physiklabor der ENS. 1910 wurde er mit einer Arbeit über polarisiertes Licht promoviert und war danach Dozent (Maître de conférences) an der Universität Rennes (damals Faculté des Sciences). Ab 1911 arbeitete er mehrere Jahre in der Industrie (Westinghouse). Im Ersten Weltkrieg wurde er 1917 verwundet und arbeitete dann an der ENS im Chemielabor an kriegswichtigen Arbeiten. 1919 wurde er Professor in Nancy und 1926 ging er zunächst als Maitre de Conferences nach Paris (als Nachfolger von Georges Sagnac) und 1937 als Professor für Physik als Nachfolger von Charles Fabry, was er bis 1957 blieb.
Er war Präsident der Société chimique de France und der Société des électriciens und dreißig Jahre lang Generalsekretär der Société française de physique. 1951 wurde er in die Académie des sciences gewählt.
Er befasste sich mit Spektroskopie, Polarisation, Tieftemperaturphysik, Herstellung von schwerem Wasser, Elektrochemie und Elektrolyse.

## Schriften
- mit Geneviève Darmois: Electrochimie théorique, Masson, Paris 1960
- Électricité, SEES, 2 Bände, Paris 1952–53 (Cours du certificat de physique générale)
- Thermodynamique statistique, Tournier et Constans, Paris 1949 (Cours du certificat de physique supérieure)
- Vibrations, acoustique, SEES, Paris 1948 (Cours du certificat de physique générale)
- Thermodynamique et rayonnement, SEES, Paris 1947 (Cours du certificat de physique générale)
- L´Etat liquide de la matiere, Ed. Albin Michel 1943
- Électrochimie, in Siegfried Flügge Handbuch der Physik, Band 20, 1957